# Cedar Lake (Wisconsin)
Cedar Lake è un comune degli Stati Uniti, situato in Wisconsin, nella Contea di Barron.